# Grupo Lomes de Comunicação
Grupo Lomes de Comunicação, anteriormente Grupo Lomes de Radiodifusão, é um conglomerado de mídia brasileiro, com sede em Lauro de Freitas, estado da Bahia. Fundado pelo médico e empresário Antônio Lomes do Nascimento, é proprietário de mais de 15 emissoras de rádio, sendo a maior parte delas localizadas na Bahia.

## Emissoras

### Bahia
- Band FM Alagoinhas (FM 91,9 MHz, Alagoinhas)[7][8]
- Band FM Feira de Santana (FM 90,5 MHz, Feira de Santana)
- Digital FM (FM 96,3 MHz, Alagoinhas)
- Jovem Pan FM Feira de Santana (FM 100,9 MHz, Feira de Santana)
- Mix FM Salvador (FM 104,3 MHz, Lauro de Freitas)
- Morena FM (FM 97,9 MHz, Serrinha)
- Progresso FM (FM 92,3 MHz, Capim Grosso)
- Rádio Planalto (FM 93,7 MHz, Euclides da Cunha)
- Rádio Regional (AM 790 kHz, Serrinha)
- TransBrasil FM Capim Grosso (FM 90,9 MHz, Capim Grosso)
- TransBrasil FM Cruz das Almas (FM 93,7 MHz, Cruz das Almas)
- TransBrasil FM Euclides da Cunha (FM 95,7 MHz, Euclides da Cunha)
- TransBrasil FM Feira de Santana (FM 99,5 MHz, Feira de Santana)[9]

### Sergipe
- Jovem Pan FM Aracaju (FM 88,7 MHz, Aracaju)
- TransBrasil AM Estância (AM 1460 kHz, Estância)

### Antigas empresas
- Pataxós FM/Jovem Pan FM Eunápolis (FM 90,3 MHz, Itabela)